# Classique hivernale de la LNH 2015
Match précédent Match suivant
L'édition 2015 est la septième édition de la Classique hivernale de la LNH, en anglais : 2015 NHL Winter Classic, une partie annuelle de hockey sur glace disputée à l'extérieur en Amérique du Nord. La partie opposait les Capitals de Washington aux Blackhawks de Chicago le 1er janvier 2015.

## Effectifs
| No | Joueur               | Position              |
| -- | -------------------- | --------------------- |
| 2  | Matt Niskanen        | Défenseur             |
| 8  | Aleksandr Ovetchkine | Ailier gauche         |
| 16 | Eric Fehr            | Ailier droit          |
| 19 | Nicklas Backstrom    | Centre                |
| 20 | Troy Brouwer         | Ailier droit          |
| 21 | Brooks Laich         | Centre                |
| 25 | Jason Chimera        | Ailier gauche         |
| 27 | Karl Alzner          | Défenseur             |
| 38 | Jack Hillen          | Défenseur             |
| 42 | Joel Ward            | Ailier droit          |
| 43 | Tom Wilson           | Ailier droit          |
| 44 | Brooks Orpik         | Défenseur             |
| 46 | Michael Latta        | Centre                |
| 52 | Mike Green           | Défenseur             |
| 70 | Braden Holtby        | Gardien               |
| 74 | John Carlson         | Défenseur             |
| 83 | Jay Beagle           | Ailier droit          |
| 90 | Marcus Johansson     | Centre                |
| 92 | Ievgueni Kouznetsov  | Centre / Ailier droit |

| No | Joueur             | Position      |
| -- | ------------------ | ------------- |
| 2  | Duncan Keith       | Défenseur     |
| 4  | Niklas Hjalmarsson | Défenseur     |
| 5  | David Rundblad     | Défenseur     |
| 7  | Brent Seabrook     | Défenesur     |
| 10 | Patrick Sharp      | Ailier gauche |
| 13 | Daniel Carcillo    | Ailier gauche |
| 16 | Marcus Kruger      | Centre        |
| 19 | Jonathan Toews     | Centre        |
| 20 | Brandon Saad       | Ailier gauche |
| 23 | Kris Versteeg      | Ailier droit  |
| 27 | Johnny Oduya       | Défenseur     |
| 28 | Ben Smith          | Ailier droit  |
| 29 | Bryan Bickell      | Ailier gauche |
| 32 | Michal Rozsival    | Défenseur     |
| 50 | Corey Crawford     | Gardien       |
| 65 | Andrew Shaw        | Centre        |
| 81 | Marian Hossa       | Ailier droit  |
| 88 | Patrick Kane       | Ailier droit  |
| 91 | Brad Richards      | Centre        |

## Feuille de match
| 1er janvier 2015 | Capitals de Washington | 3-2 (2-1, 0-1, 1-0) | Blackhawks de Chicago | Nationals Park 42 832 spectateurs |

| Feuille de match | Feuille de match                                                                     | Feuille de match    | Feuille de match                                                         | Feuille de match                                                           |
| ---------------- | ------------------------------------------------------------------------------------ | ------------------- | ------------------------------------------------------------------------ | -------------------------------------------------------------------------- |
|                  | Fehr — 7 min 1 s Ovetchkine (Green, Hillen) — 11 min 58 s Brouwer — 59 min 47 s (SN) | 1-0 2-0 2-1 2-2 3-2 | Sharp (Keith, Kane) — 13 min 36 s (SN) Saad (Toews, Hossa) — 23 min 15 s | Arbitrage : Kelly Sutherland, François St-Laurent Scott Cherrey, Tim Nowak |
| Braden Holtby    | Gardiens                                                                             | Corey Crawford      |                                                                          | Arbitrage : Kelly Sutherland, François St-Laurent Scott Cherrey, Tim Nowak |
| 14 min           | Pénalités                                                                            | 10 min              |                                                                          | Arbitrage : Kelly Sutherland, François St-Laurent Scott Cherrey, Tim Nowak |
| 35               | Tirs                                                                                 | 35                  |                                                                          | Arbitrage : Kelly Sutherland, François St-Laurent Scott Cherrey, Tim Nowak |